# Château de Saggad
 (avril 2021).
Le château de Saggad (allemand : Gutshof Saggad, estonien : Sagadi mõis) est un petit château estonien situé dans le Virumaa occidental (ancien Wierland) dans le village de Sagadi (autrefois : Saggad) qui appartient à la municipalité rurale de Vihula (autrefois : Viol), au nord du pays. Il se trouve dans le parc national de Lahemaa.

## Histoire
Le domaine a été mentionné pour la première fois par écrit en 1444. Il appartient en 1469 au seigneur Otto von Risbiter, puis aux XVIIe et XVIIe siècles à la famille von Berg. Il est acquis en 1687 par Gideon von Fock, à l’époque où la contrée était sous domination suédoise. Les terres seigneuriales restent (avec une courte interruption) dans cette famille germano-balte jusqu’aux lois de nationalisation promulguées en octobre 1919 par le gouvernement de la nouvelle république indépendante estonienne.

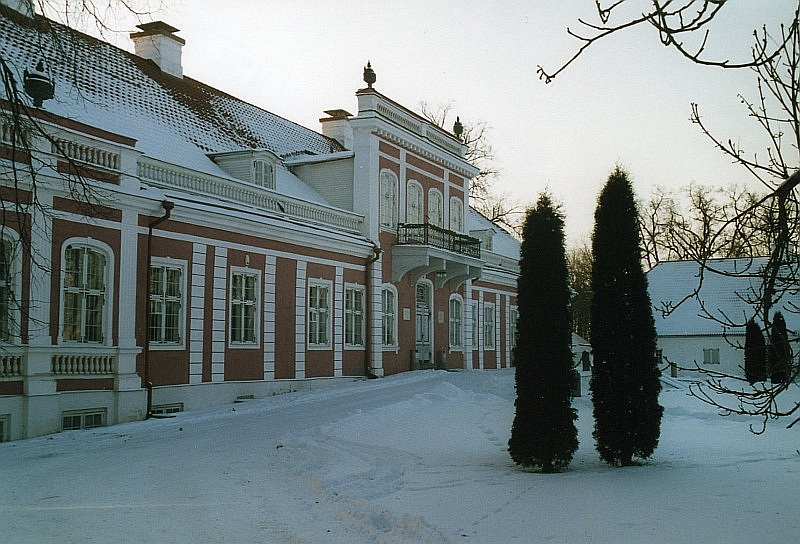
Façade du château en hiver

Le château actuel, bâti pour Ernst von Fock (petit-fils de Gideon von Fock) entre 1749 et 1753 à l’emplacement de l’ancien manoir, est de style rococo. Les ailes sont construites en style néoclassique en 1793, le château agrandi et la façade réaménagée à cette époque ; le parc est transformé à l’anglaise. Un descendant d'Ernst, Paul Alexandre von Fock, qui siégeait à l’assemblée de la noblesse du gouvernement d’Estonie, va pendant une soixantaine d’années agrandir le domaine en y ajoutant de nouveaux bâtiments agricoles. Il fonde aussi en 1843 la première école paroissiale d’Haljall et fait construire une chapelle. Il y avait quarante-cinq bâtiments dans les domaines du château en 1861. Le dernier propriétaire privé du château est Ernst von Fock qui est exproprié par le gouvernement en 1919, mais on lui permet de garder une petite partie des terres, jusqu’en 1939, date à laquelle la famille émigre en Allemagne.
Le château devient une école entre 1929 et 1971 et les terres et les bâtiments agricoles font partie d’un kolkhoze à l’époque de la république socialiste soviétique d’Estonie, jusqu’en 1991. Cependant le château et certains bâtiments, ainsi que le parc, sont donnés à l’administration des forêts d’Estonie en 1977 qui entame un programme de restauration et ouvre en 1987 un musée consacré à la forêt dans les communs.
Le château est aujourd’hui un musée, mais aussi un centre de réunions et de conférences. Dans les annexes se trouve un hôtel-restaurant, et aussi un musée de la forêt, installé dans l’ancienne grange et l’ancienne remise à voitures hippomobiles. Des concerts et des représentations théâtrales y sont donnés pour le public en été.

## Illustrations

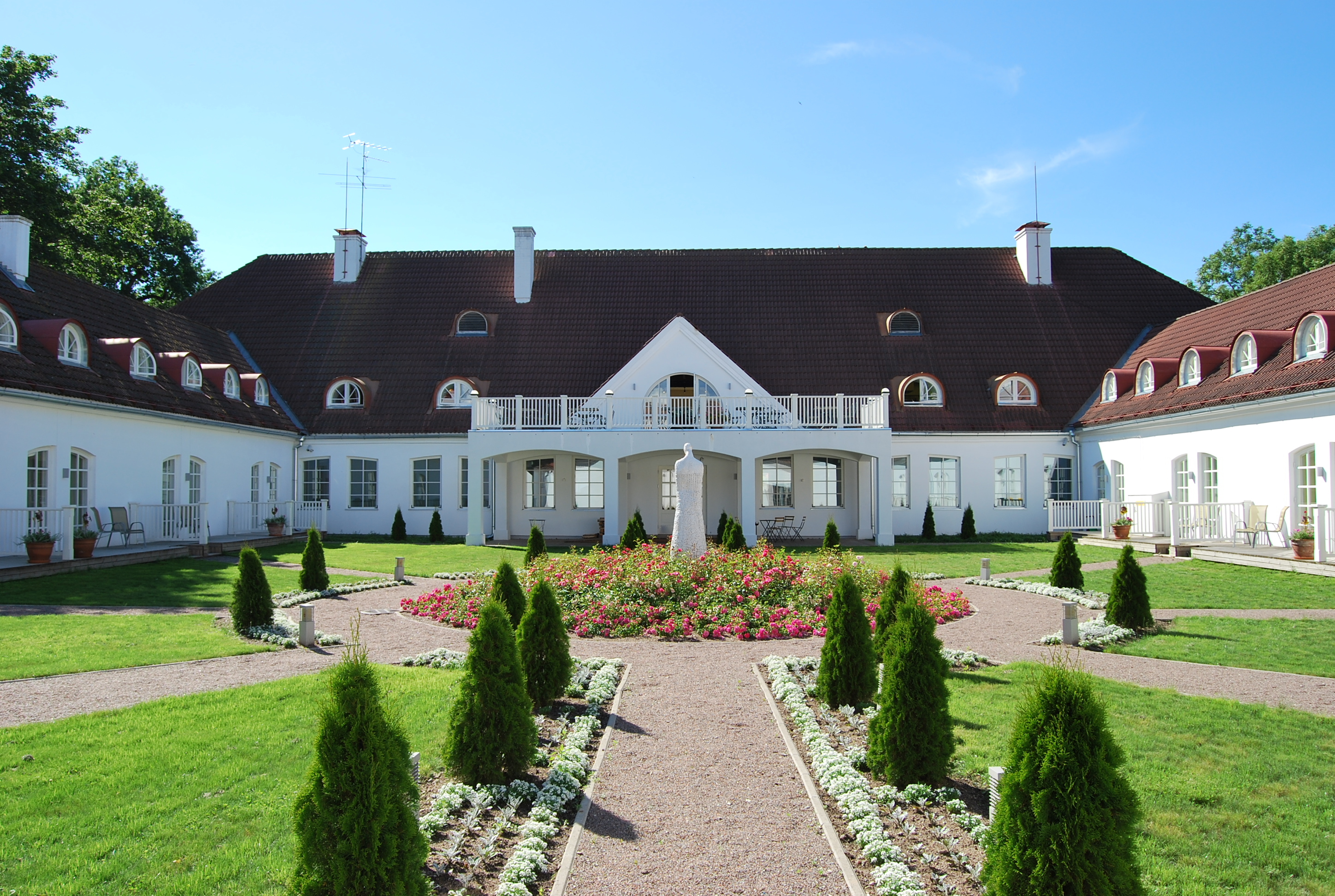
Cour du château et bâtiments devenus hôtel
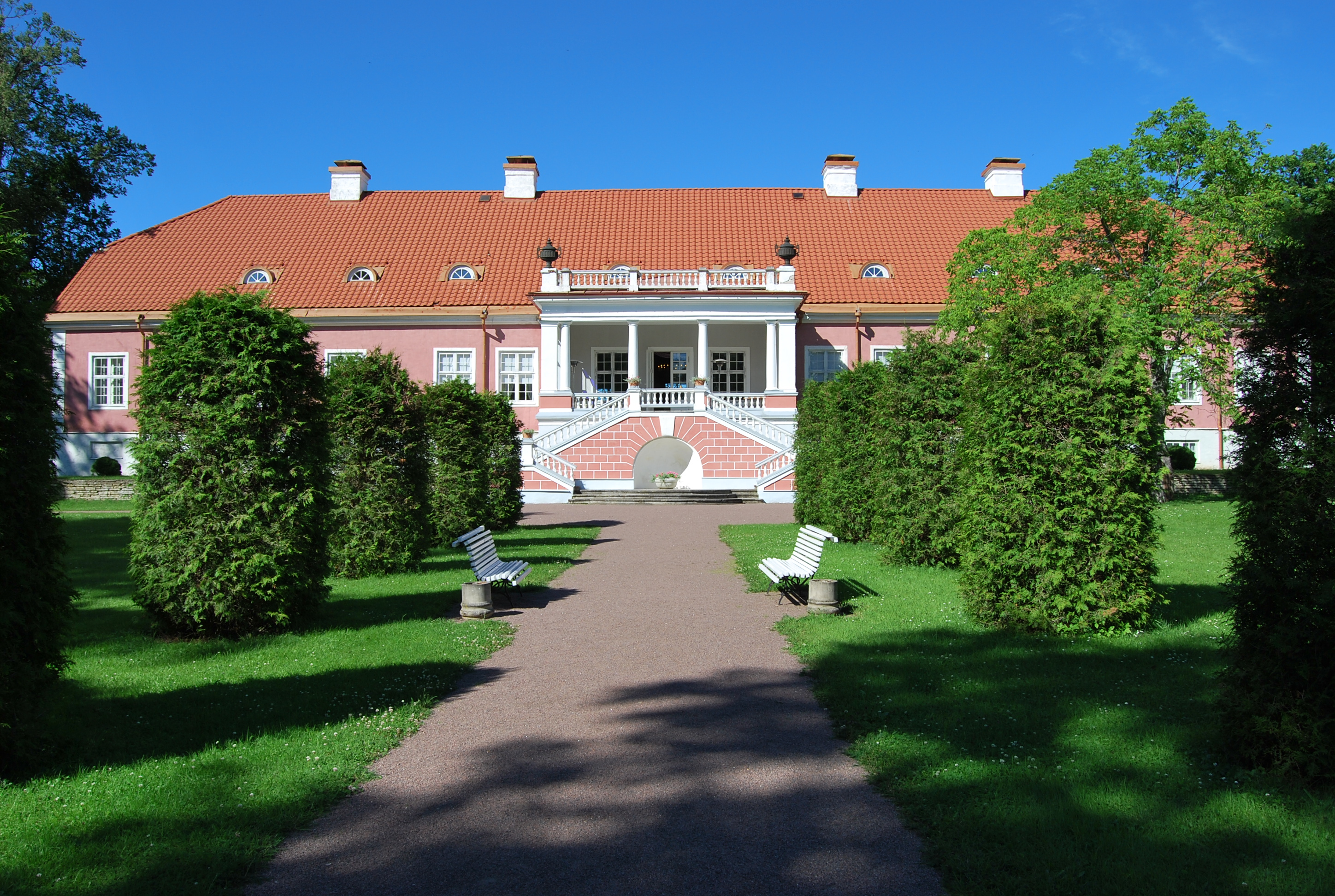
Façade du château du côté du parc
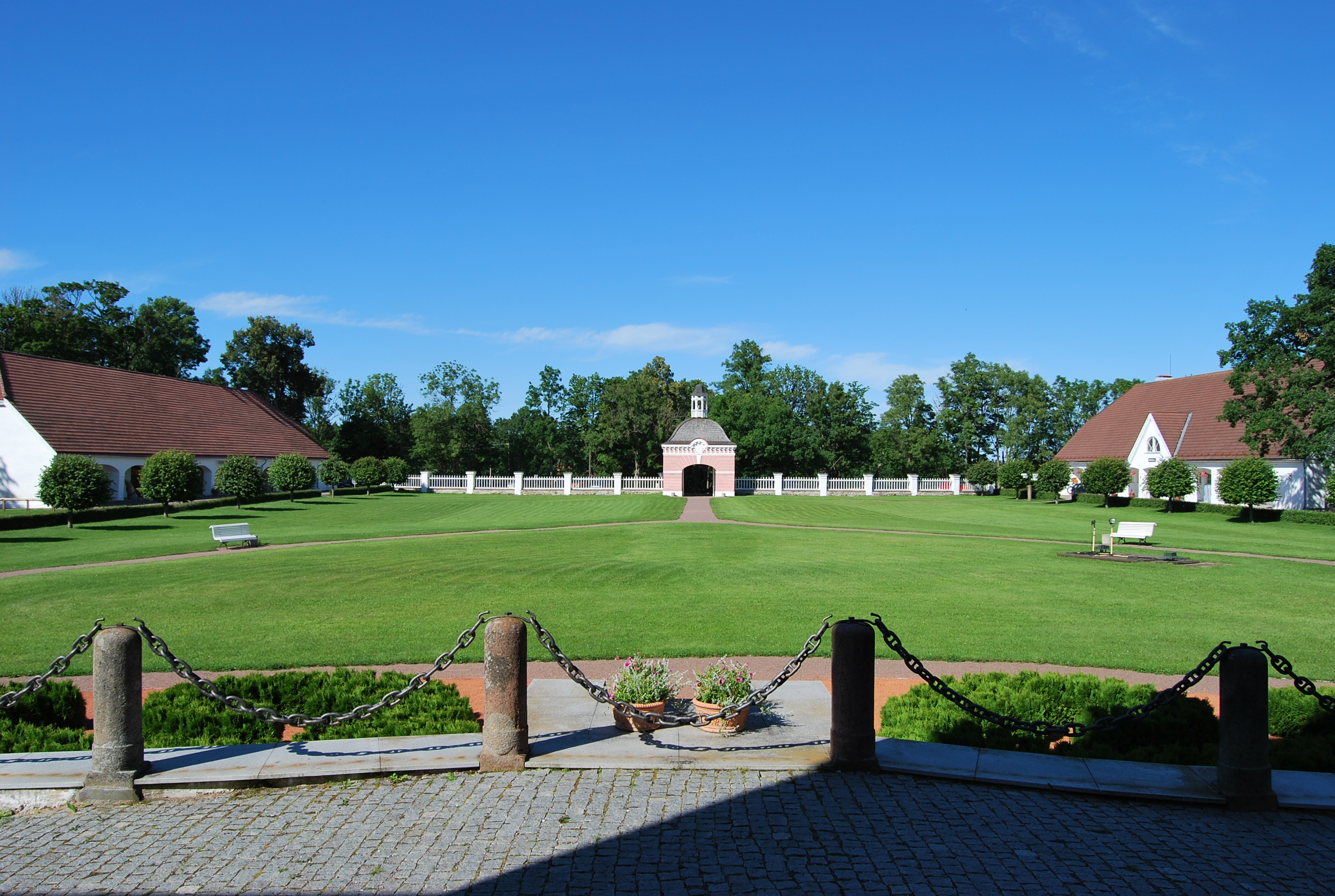
Cour d’honneur avec les anciens bâtiments agricoles